# Metamynoglenes helicoides
Metamynoglenes helicoides är en spindelart som beskrevs av A. David Blest 1979. Metamynoglenes helicoides ingår i släktet Metamynoglenes och familjen täckvävarspindlar. Inga underarter finns listade i Catalogue of Life.